# Marvel Strike Force
Marvel Strike Force es un  videojuego de rol de acción por turnos movil de FoxNext (posteriormente adquirido por Scopely) para Android y iOS. El juego se lanzó en todo el mundo el 28 de marzo de 2018 y se desarrolla principalmente en el Universo Marvel.

## Premisa
La Tierra ha caído bajo el asedio de fuerzas siniestras lideradas por Ultimus. Los agentes de STRIKE (Reserva Táctica Especial para Eventos Clave Interdimensionales) han sido llamados a reunir escuadrones de héroes y villanos para combatir las legiones de Ultimus, que incluye versiones controladas mentalmente de los héroes y villanos, antes de que la Tierra caiga bajo el control de Ultimus.
Además de esta campaña, también se lanzan eventos especiales de trama secundaria, basados libremente en películas recientes de Marvel que se han estrenado, comenzando con Avengers: Infinity War.

## Jugabilidad
Marvel Strike Force permite a los jugadores coleccionar personajes de Marvel Universe tanto de héroes como de villanos y personajes genéricos de grandes organizaciones como S.H.I.E.L.D., The Hand y Hydra, y se usan para luchar en batallas por turnos. Hay varias formas de recolectar personajes: algunos se les dan a los jugadores de inmediato, mientras que otros se obtienen a través del juego o como recompensas en el juego en forma de fragmentos que los jugadores obtienen para desbloquear o promocionar sus personajes. Los fragmentos se pueden obtener ganando batallas o comprándolos en una tienda. Los jugadores suben de nivel su nivel de usuario ganando experiencia completando misiones diarias o completando batallas.
Las batallas se dividen en rondas, y el personaje con el atributo de velocidad más alto va primero. Cada equipo consta de hasta cinco personajes (aunque algunos equipos de IA en incursiones pueden tener muchos más personajes) que luchan hasta que son derrotados o llegan refuerzos. Las batallas se basan en turnos, según el atributo de velocidad, donde los combatientes aplican curación y varias ventajas a su propio equipo y daño y desventajas al oponente mientras intentan infligir el mayor daño general y tener al último personaje con vida.
Los jugadores pueden unirse a alianzas que forman el grupo principal dentro del juego, que puede incluir hasta 24 jugadores y ser privado o abierto. Las alianzas permiten a los jugadores jugar en incursiones y guerras y acceder a los hitos de la alianza. Estas alianzas pueden ser creadas por cualquier jugador o creadas por el juego. Todos los jugadores deben estar en una alianza, por lo que si un jugador abandona o es expulsado de una alianza, el juego le asignará una nueva.
Los personajes aparecen ataviados con sus uniformes de las actuales historietas; una moneda especial permite comprar trajes especiales basados en presencias en otros medios como en el Universo Cinematográfico de Marvel. Los trajes no tienen influencia sobre los movimientos, están ahí para poner color.

## Modos
Los principales modos de juego son Arena, Blitz, Raids, Real Time Arena, Challenges y Alliance War. Todos los modos excepto uno, Real Time Arena, tienen su propia moneda que se puede gastar en fragmentos de personajes u objetos. Todos los modos se juegan contra una IA controlada por computadora, excepto Real Time Arena, donde juegas contra otros jugadores, esto incluye la arena y las batallas de guerra de alianzas donde la IA controla un equipo creado por el jugador.
Campañas son modos de historia con diálogos previos a la partida. Se dividen en Mundos y estos Mundos se dividen en Etapas. Cada Etapa presenta escuadrones jugables compuestos por personajes seleccionados por los jugadores (hasta 5), personajes asignados por el modo historia, o una combinación de ambos. La IA establece los oponentes para cada etapa, generalmente de tres maneras:
- Habitual: elimina a todos los enemigos del bando contrario para ganar.
- Específica: elimina a enemigos específicos para ganar la partida o evitar el despliegue de maquinaria.
- Operaria: el o los personaje(s) operario(s) del jugador deben sobrevivir para lograr un objetivo, como desplegar maquinaria.

Todos los personajes seleccionados por el jugador deben sobrevivir para ganar las tres estrellas disponibles para la Etapa, lo que habilitará la victoria automática (Auto-Win) para esa Etapa, lo que permite al jugador ganar recursos para esa Etapa sin pasar de nuevo por una batalla completa. Los miembros del escuadrón enemigo generalmente tendrán ojos rojos brillantes, lo que indica que están controlados por Ultimus.
Arena lucha contra otros escuadrones creados por jugadores en batallas de 5 contra 5 mientras compite por premios diarios según la clasificación al final del tiempo de reinicio diario.
Las incursiones son una serie de mapas en los que una alianza dirigida por jugadores de hasta 24 personas debe trabajar en conjunto para derrotar a todos los nodos.
Los desafíos se completan una vez al día para permitir a los jugadores acumular varios recursos. Cada desafío ocurre tres días a la semana y se puede completar tres veces al día. El desafío requiere que se usen rasgos de carácter específicos para completar cada nivel del desafío.
Alliance War está trabajando juntos dentro de la alianza de un jugador para derrotar al helicarrier de un oponente con 12 habitaciones, cada una con dos conjuntos de 10 equipos de defensa mientras se defiende con el propio helicarrier del jugador.
Real Time Arena es una batalla uno contra uno entre dos jugadores que se juega en tiempo real.

## Personajes

### Héroes
- Adam Warlock
- Agente Coulson
- América Chávez
- Anti-Venom
- Ant-Man
- Beast
- Bishop
- Black Bolt
- Black Panther
- Black Widow
- Cable
- Captain America
- Captain America (Sam)
- Captain Marvel
- Cloak
- Colleen Wing
- Colossus
- Crystal
- Cyclops
- Dagger
- Daredevil
- Deadpool
- Deathpool
- Doctor Strange
- Domino
- Drax
- Elsa Bloodstone
- Falcon
- Gamora
- Ghost Rider
- Ghost-Spider
- Groot
- Hawkeye
- Heimdall
- Hulk
- Human Torch
- Iceman
- Ikaris
- Invisible Woman
- Iron Fist
- Iron Man
- Ironheart
- Jessica Jones
- Jubilee
- Karnak
- Kestrel
- Kitty Pryde
- Longshot
- Luke Cage
- Magik
- Mantis
- Maria Hill
- M’Baku
- Mister Fantastic
- Misty Knight
- Moondragon
- Moon Knight
- Ms. Marvel
- Multiple Man
- Negasonic
- Nick Fury
- Night Nurse
- Okoye
- Phoenix
- Phyla-Vell
- Polaris
- Psylocke
- Punisher
- Quake
- Red Guardian
- Rescue
- Rocket Raccoon
- Scarlet Spider
- Scarlet Witch
- Sersi
- Shang-Chi
- Sharon Carter
- Shatterstar
- She-Hulk
- Shuri
- Sif
- Silver Surfer
- Spider-Man
- Spider-Man (Miles)
- Spider-Man (Simbionte)
- Spider-Punk
- Squirrel Girl
- Star-Lord
- Star-Lord (T’Challa)
- Stature
- Storm
- The Thing
- Thor
- Vision
- War Machine
- Wasp
- White Tiger
- Wolverine
- X-23
- Yelena Belova
- Yo-Yo

### Villanos
- Baron Zemo
- Blob
- Bullseye
- Carnage
- Corvus Glaive
- Crossbones
- Cull Obsidian
- Doctor Doom
- Doctor Octopus
- Dormammu
- Ebony Maw
- Electro
- Elektra
- Emma Frost
- Ghost
- Graviton
- Green Goblin
- Hela
- Juggernaut
- Killmonger
- Kingpin
- Korath the Pursuer
- Lady Deathstrike
- Loki
- Magneto
- Minn-Erva
- Mister Sinister
- Mordo
- Mysterio
- Mystique
- Namor
- Nebula
- Nobu
- Omega Red
- Proxima Midnight
- Pyro
- Red Skull
- Rhino
- Ronan the Accuser
- Sabretooth
- Scientist Supreme
- Scream
- Shocker
- Silver Samurai
- Stryfe
- Swarm
- Taskmaster
- Thanos
- Toad
- Ultimus
- Ultron
- Venom
- Vulture
- Winter Soldier
- Yellowjacket
- Yondu

### Secuaces
Solamente los esbirros miembros de S.H.I.E.L.D. son héroes, el resto de facciones son villanos.
- A.I.M. Assaulter
- A.I.M. Infector
- A.I.M. Monstrosity
- A.I.M. Researcher
- A.I.M. Security
- Hand Archer
- Hand Assassin
- Hand Blademaster
- Hand Sentry
- Hand Sorceress
- Hydra Armored Guard
- Hydra Grenadier
- Hydra Rifle Trooper
- Hydra Scientist
- Hydra Sniper
- Kree Cyborg
- Kree Noble
- Kree Oracle
- Kree Reaper
- Kree Royal Guard
- Mercenary Lieutenant
- Mercenary Riot Guard
- Mercenary Sniper
- Mercenary Soldier
- Ravager Boomer
- Ravager Bruiser
- Ravager Stitcher
- S.H.I.E.L.D. Assault
- S.H.I.E.L.D. Medic
- S.H.I.E.L.D. Operative
- S.H.I.E.L.D. Security
- S.H.I.E.L.D. Trooper

### Próximos
- Werewolf by Night

## Recepción
Marvel Strike Force generó $150 millones en ventas durante su primer año de operación (2018) en las plataformas iOS y Android.  El crecimiento continuó modestamente a más de $180 millones en ventas en 2019, pero explotó en 2020 con aproximadamente $300 millones en ingresos.

### Premios
El juego fue nominado como "Juego móvil del año" en los SXSW Gaming Awards, y ganó el premio People's Voice Award por "Juegos" en la categoría "Video" de los Webby Awards 2019, mientras que su otra nominación fue por "Juego de estrategia/simulación" en la categoría "Juegos". Google Play lo premió como el mejor juego innovador de 2019, que es por diseño general, experiencia del usuario, compromiso y retención, y fuerte crecimiento. El juego también fue nominado a "Mejores operaciones en vivo" en los Pocket Gamer Mobile Games Awards, y por "Estrategia/Simulación" en los Premios Webby de 2020.